# Fes-dur

Znaki chromatyczne w gamie Fes-dur

Fes-dur – gama muzyczna oparta na skali durowej, której toniką jest fes. Gama Fes-dur zawiera dźwięki: fes, ges, as, heses, ces, des, es. Częściej używanym enharmonicznym odpowiednikiem Fes-dur jest gama E-dur. Pokrewną jej gamą molową jest des-moll.